# العلاقات القطرية الكينية
العلاقات القطرية الكينية هي العلاقات الثنائية التي تجمع بين قطر وكينيا.

## مقارنة بين البلدين
هذه مقارنة عامة ومرجعية للدولتين:
| وجه المقارنة                                              | قطر           | كينيا                         |
| --------------------------------------------------------- | ------------- | ----------------------------- |
| المساحة (كم2)                                             | 11.44 ألف     | 581.31 ألف                    |
| عدد السكان (نسمة)                                         | 2.64 مليون    | 48.47 مليون                   |
| الكثافة السكانية (ن./كم²)                                 | 230.77        | 83.38                         |
| العاصمة                                                   | الدوحة        | نيروبي                        |
| اللغة الرسمية                                             | اللغة العربية | اللغة السواحلية، لغة إنجليزية |
| العملة                                                    | ريال قطري     | شيلينغ كيني                   |
| الناتج المحلي الإجمالي (بليون دولار)                      | 167.61 مليار  | 74.94 مليار                   |
| الناتج المحلي الإجمالي (تعادل القوة الشرائية) بليون دولار | 316.40 مليار  | 142.24 مليار                  |
| الناتج المحلي الإجمالي الاسمي للفرد دولار أمريكي          | 73.65 ألف     | 1.38 ألف                      |
| الناتج المحلي الإجمالي للفرد دولار أمريكي                 | 141.54 ألف    | 2.95 ألف                      |
| مؤشر التنمية البشرية                                      | 0.850         | 0.548                         |
| رمز المكالمات الدولي                                      | +974          | +254                          |
| رمز الإنترنت                                              | .qa           | .ke                           |
| المنطقة الزمنية                                           | ت ع م+03:00   | ت ع م+03:00                   |

## منظمات دولية مشتركة
يشترك البلدان في عضوية مجموعة من المنظمات الدولية، منها:
| علم المنظمة | اسم المنظمة                               | تاريخ انضمام قطر | تاريخ انضمام كينيا |
| ----------- | ----------------------------------------- | ---------------- | ------------------ |
|             | يونسكو                                    | 27 يناير 1972    | 7 أبريل 1964       |
|             | وكالة ضمان الاستثمار متعدد الأطراف        | 22 أكتوبر 1996   | 28 نوفمبر 1988     |
|             | الأمم المتحدة                             | 21 سبتمبر 1971   | 16 ديسمبر 1963     |
|             | الاتحاد البريدي العالمي                   | ?                | ?                  |
|             | البنك الدولي للإنشاء والتعمير             | 25 سبتمبر 1972   | 3 فبراير 1964      |
|             | الاتحاد الدولي للاتصالات                  | 27 مارس 1973     | 11 أبريل 1964      |
|             | منظمة حظر الأسلحة الكيميائية              | ?                | ?                  |
|             | مؤسسة التمويل الدولية                     | 11 أكتوبر 2008   | 3 فبراير 1964      |
|             | المركز الدولي لتسوية المنازعات الاستشارية | 20 يناير 2011    | 2 فبراير 1967      |
|             | منظمة التجارة العالمية                    | ?                | 1995               |
|             | منظمة الشرطة الجنائية الدولية             | ?                | ?                  |

## أعلام
هذه قائمة لبعض الشخصيات التي تربطها علاقات بالبلدين:
- دهام نجم بشير (منافِس أوليمبي كيني، 8 نوفمبر 1979 – )
- سيف سعيد شاهين (منافِس أوليمبي قطري، 15 أكتوبر 1982 – )
- عبدالله أحمد حسن (29 يوليو 1981 – )
- ماجد سعيد سلطان (عداء مسافات متوسطة كيني، 3 نوفمبر 1986 – )

## وصلات خارجية
- موقع وزارة الخارجية القطرية
- موقع وزارة الخارجية الكينية